# بوتة زيرغ (قهستان)
بوتة زيرغ (بالفارسية: بوته زیرگ) هي مستوطنة تقع في إيران في قسم قهستان الريفي. يقدر عدد سكانها بـ 249 نسمة بحسب إحصاء 2016.